# Fratelli Grimm
Jacob Ludwig Karl Grimm (Hanau, 4 gennaio 1785 – Berlino, 20 settembre 1863) e 
Wilhelm Karl Grimm (Hanau, 24 febbraio 1786 – Berlino, 16 dicembre 1859), meglio noti come fratelli Grimm, furono due linguisti e filologi tedeschi, ricordati come "promotori" della germanistica.
Al di fuori della Germania sono conosciuti per aver raccolto e rielaborato le fiabe della tradizione popolare tedesca nelle opere Le fiabe del focolare (Kinder- und Hausmärchen, 1812-1822) e Leggende germaniche (Deutsche Sagen, 1816-1818). Tra le fiabe più celebri da loro pubblicate vi sono classici del genere come Hänsel e Gretel, Cenerentola, Il principe ranocchio, I musicanti di Brema, Raperonzolo, Cappuccetto Rosso e Biancaneve.

## Biografia
I fratelli Grimm nacquero nel 1785 (Jacob) e nel 1786 (Wilhelm) a Hanau, vicino a Francoforte da Philip Wilhelm Grimm (1751–1796), avvocato, e Dorothea Zimmer (1756–1808). Frequentarono il Friedrichs Gymnasium di Kassel e poi studiarono legge all'Università di Marburgo. Furono allievi e amici del noto giurista tedesco Friedrich Carl von Savigny, del quale rielaborarono il pensiero e gli studi di metodologia della scienza e storiografia giuridiche. Dal 1837 al 1841 si unirono a cinque colleghi professori dell'Università di Gottinga per protestare contro l'abrogazione della costituzione liberale dello stato di Hannover da parte del sovrano Ernesto Augusto I. Questo gruppo divenne celebre in tutta la Germania col nome Die Göttinger Sieben ("I sette di Gottinga"). In seguito alla protesta, tutti e sette i professori furono licenziati dai loro incarichi universitari e alcuni di loro furono esiliati. L'opinione pubblica e l'accademia tedesca, tuttavia, si schierarono decisamente a favore dei Grimm e dei loro colleghi. Wilhelm morì nel 1859, Jacob nel 1863. Sono sepolti nel cimitero di St. Matthäus Kirchhof a Schöneberg, un quartiere di Berlino. I Grimm contribuirono a formare un'opinione pubblica democratica in Germania e sono considerati progenitori del movimento democratico tedesco, la cui rivolta fu in seguito repressa nel sangue dal regno di Prussia nel 1848.
Oggi le loro tombe si trovano nell'Alter St.-Matthäus-Kirchhof (Cimitero Vecchio di San Matteo) di Berlino.

## L'opera letteraria

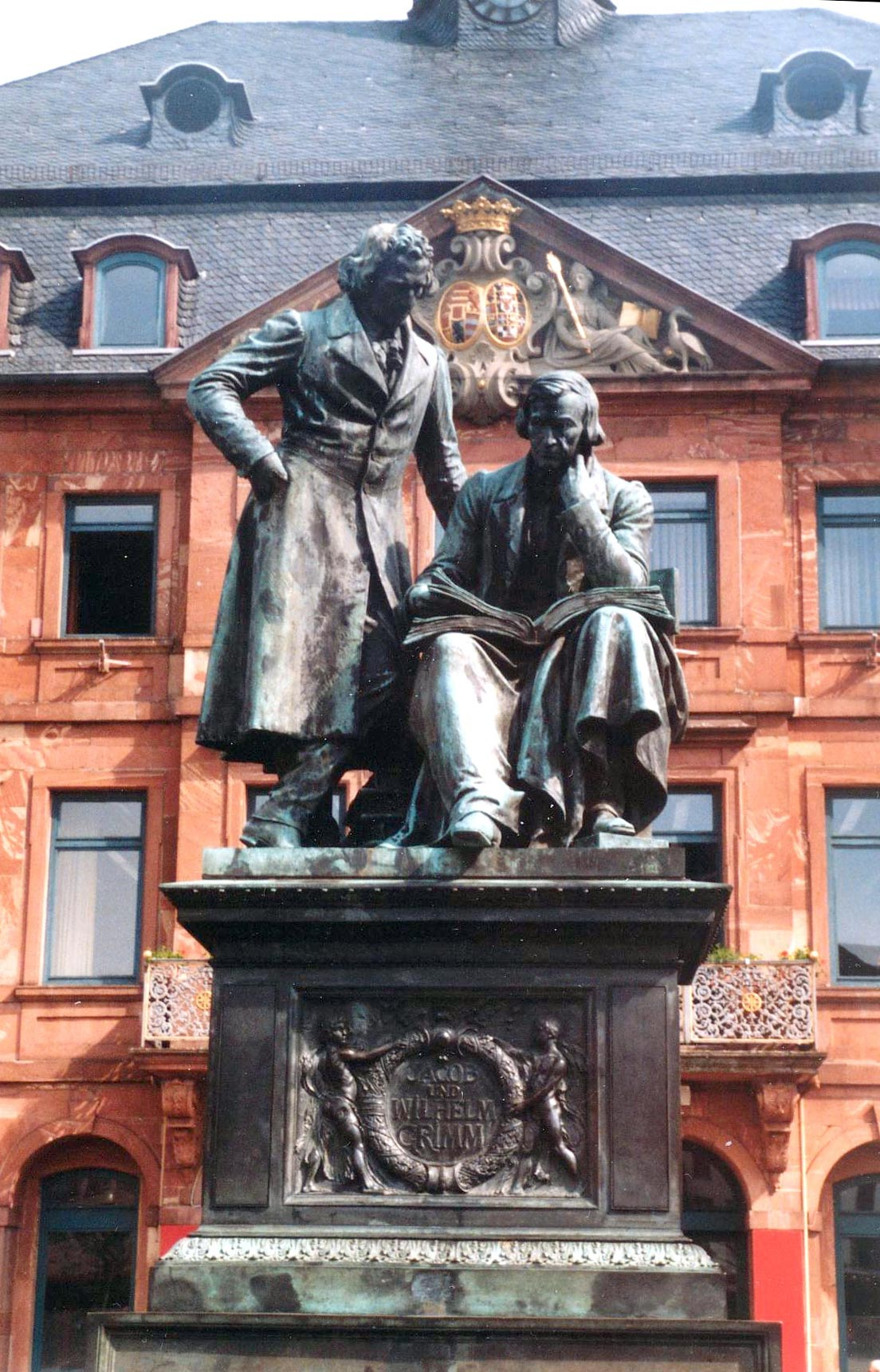
Monumento dedicato a Jacob e Wilhelm Grimm in una piazza di Hanau.

I fratelli Grimm sono diventati celebri per aver raccolto ed elaborato moltissime fiabe della tradizione tedesca e più in generale europea; l'idea fu di Jacob, professore di lettere e bibliotecario. In questa impresa furono sostenuti e coadiuvati dagli amici Clemens Brentano e Achim von Arnim, che a loro volta si adoperavano per la valorizzazione del patrimonio letterario e folcloristico tedesco. Nella prima edizione dei Kinder- und Hausmärchen i Grimm pubblicarono anche fiabe francesi, conosciute attraverso un autore ugonotto che costituiva una delle loro principali fonti; ma nelle successive ebbero la tendenza a eliminarle sostituendole con altre di origine prettamente germanica. Tuttavia le fiabe, per loro natura tramandate oralmente, sono di difficile datazione e attribuzione. Alcune delle fiabe, come ad esempio Cenerentola o La bella addormentata nel bosco, sono parte del patrimonio europeo da molto prima dei fratelli Grimm, e hanno visto una precedente trasposizione letteraria nell'opera in lingua napoletana Lo cunto de li cunti di Giambattista Basile, che li precede di più di due secoli. Le loro storie non erano concepite per i bambini: la prima edizione (1812) colpisce per molti dettagli realistici e cruenti e per la ricchezza di simbologia precristiana. Oggi le loro fiabe sono ricordate soprattutto in una forma edulcorata e depurata dei particolari più cruenti, che risale alle traduzioni inglesi della settima edizione delle loro raccolte (1857). Non mancò il dibattito su questo adattamento: nel volume Principessa Pel di Topo e altri 41 racconti da scoprire (Donzelli Editore, Roma 2012) si cita una lettera di Jacob Grimm in cui egli manifesta la propria contrarietà a edulcorare le storie:
Le storie dei fratelli Grimm hanno spesso un'ambientazione oscura e tenebrosa, fatta di fitte foreste popolate da streghe, goblin, troll e lupi in cui accadono terribili fatti di sangue, così come voleva la tradizione popolare tipica tedesca. L'unica opera di depurazione che sembra essere stata messa consapevolmente in atto dai Grimm riguarda i contenuti sessualmente espliciti, piuttosto comuni nelle fiabe del tempo e ampiamente ridimensionati nella narrazione dei fratelli tedeschi.

## Analisi moderna

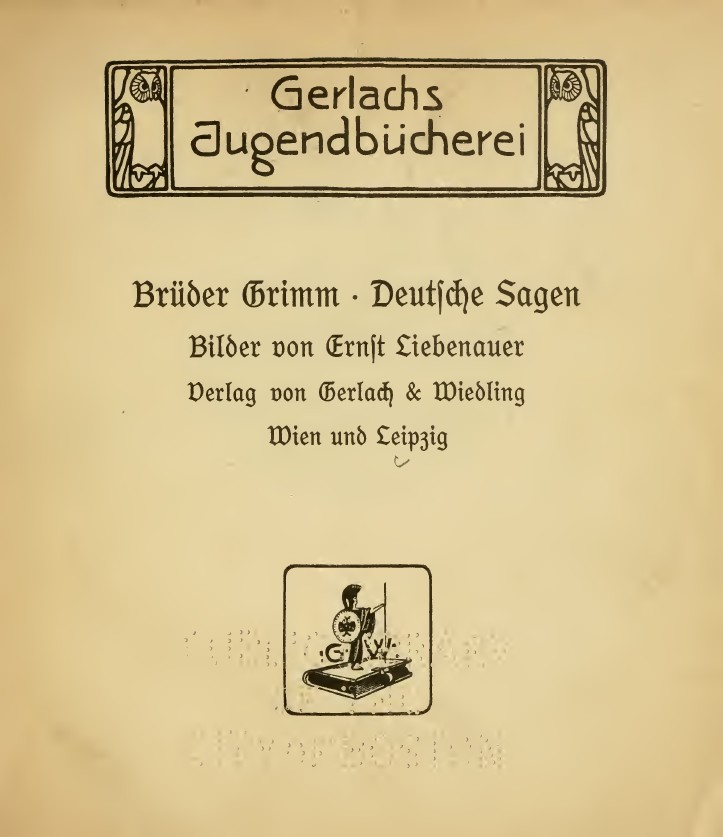
Le Deutsche Sagen.

Gli psicologi e antropologi moderni sostengono che molte delle storie per bambini della cultura popolare occidentale, incluse quelle narrate dai Grimm, sono rappresentazioni simboliche di sensazioni negative quali la paura dell'abbandono, l'abuso da parte dei genitori, e spesso alludono al sesso e allo sviluppo sessuale. Lo psicoanalista e psicologo infantile Bruno Bettelheim, nel suo libro Il mondo incantato, sostiene che le fiabe dei Grimm siano rappresentazione di miti freudiani e dei passaggi che deve affrontare il bambino, o l'Io in generale, per raggiungere una maturità equilibrata.
Secondo altri studiosi, le fiabe dei Grimm conterrebbero il retaggio di miti più antichi e simboli derivati dalla tradizione alchemico-ermetica. Questa lettura si ritrova già presso alchimisti del Sette e Ottocento. Fra i saggi più recenti (in lingua italiana) che cercano di rintracciare questo particolare filone, troviamo Alchimia della fiaba di Giuseppe Sermonti.

## I Grimm e la lingua tedesca

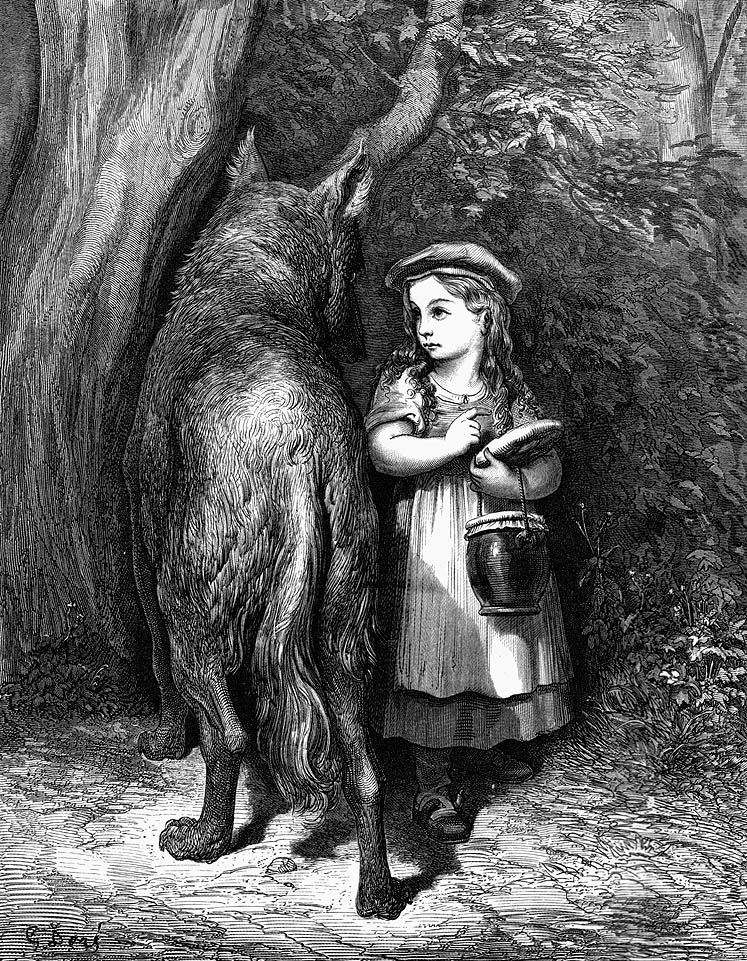
La fiaba di Cappuccetto Rosso illustrata da Gustave Doré.

All'inizio del XIX secolo la Germania era frammentata in centinaia di principati e piccole nazioni, unificate solo dalla lingua tedesca. Una delle motivazioni che spinsero i Grimm a trascrivere le varie storie e leggende tradizionali di queste terre, importante retaggio dei popoli di lingua tedesca, fu il desiderio di aiutare la nascita di una comune base culturale per i popoli di lingua germanica.
I fratelli perseguirono questo scopo anche lavorando alla compilazione di un dizionario di tedesco, che fu un passo essenziale –probabilmente il più importante dopo la traduzione della Bibbia da parte di Martin Lutero – per creare la lingua che oggi è il tedesco. Il Deutsches Wörterbuch dei Grimm, in 33 volumi, è ancora oggi considerato la fonte più autorevole per l'etimologia dei vocaboli tedeschi.
Jacob Grimm è famoso in linguistica per aver formulato la legge sulla prima mutazione consonantica, legge di Grimm (o erste Lautverschiebung), nelle lingue germaniche rispetto all'indoeuropeo e, più in particolare, sull'evoluzione di alcuni dialetti tedeschi rispetto alle altre lingue germaniche (zweite Lautverschiebung), anticipata dagli studi comparativi del filologo danese Rasmus Rask nel Saggio sull'origine dell'antico norvegese o islandese pubblicato nel 1819, ma scritto nel 1814. Grimm è tuttora considerato il più importante tra i fondatori della moderna filologia germanica. Egli approfondì le tematiche studiate da Rask e, nel 1822, le sviluppò nella seconda edizione della Deutsche Grammatik.

## Testimonianze nella cultura e nella società moderna
- Un ritratto dei fratelli Grimm appariva sulle banconote da 1 000 marchi (le banconote di maggior valore) in corso dal 1990 fino all'introduzione dell'euro nel 2002.
- Il film del 1962 Avventura nella fantasia (The Wonderful World of the Brothers Grimm) di Henry Levin e George Pal narra, seppur in modo romanzato, la storia dei fratelli Grimm e della loro raccolta di fiabe
- Appaiono come personaggi di cornice nel film del 1998 La leggenda di un amore - Cinderella.
- Il film del 2005 I fratelli Grimm e l'incantevole strega (The Brothers Grimm), prodotto da New Line Cinema e diretto da Terry Gilliam, si ispira a varie storie dei Grimm e vede protagonisti gli stessi due fratelli, interpretati da Matt Damon e Heath Ledger.
- Dal 28 ottobre 2011 sul canale NBC va in onda la serie statunitense Grimm: un poliziesco fantasy i cui personaggi si ispirano a quelli incontrati nelle fiabe dei fratelli Grimm.
- Nel gioco di carte Force of Will i fratelli Grimm compaiono come Sovrani; il primo si chiama semplicemente Grimm, mentre il secondo è una ragazza di nome Lumia.
- Il film del 2020 Gretel e Hansel di Oz Perkins è un libero adattamento di genere horror della fiaba Hänsel und Gretel.
- Nell'anime The Grimm Variations i fratelli Grimm raccontano alla sorellina Charlotte varianti cupe e inquietanti di sei delle loro fiabe: Cenerentola, Cappuccetto Rosso, Hänsel e Gretel, Gli gnomi, I musicanti di Brema e Il Pifferaio Magico.

## Le fiabe più celebri
- Biancaneve;
- Cappuccetto Rosso (da Le Petit Chaperon rouge di Perrault);
- Cenerentola (versione diversa da quella di Perrault);
- Frau Holle;
- Hänsel e Gretel;
- Il ginepro;
- Il lupo e i sette capretti;
- Il pifferaio di Hamelin;
- Il principe ranocchio;
- I musicanti di Brema;
- Pollicino, Daumesdick (nonostante l'identità del titolo, non è tratto da Le petit Poucet di Perrault);
- Raperonzolo;
- Rosaspina (da La belle au bois dormant di Perrault).